# Tratado de Bogotá (1856)
El Tratado de Amistad, Comercio y Navegación entre la Nueva Granada y el Ecuador fue un acuerdo de colaboración, alianza y límites firmado el 9 de julio de 1856 entre las repúblicas de la Nueva Granada y el Ecuador, representadas respectivamente por los Ministros Plenipotenciarios Lino de Pombo y Teodoro Gómez de la Torre.
Este tratado tenía como objetivo establecer una alianza que les garantizara mantener la paz, las formas de administrar justicia, las relaciones comerciales y el traslado de personas, buques y mercancías entre ambos países. En cuanto a límites, se derogaron las disposiciones celebrados por medio del tratado de Pasto de 1832 y se dispuso como frontera la que fue establecida por medio de la Ley de División Territorial de la República de Colombia del 25 de junio de 1824.